# Teratosphaeria obscuris
Teratosphaeria obscuris är en svampart som först beskrevs av P.A. Barber & T.I. Burgess, och fick sitt nu gällande namn av P.A. Barber & T.I. Burgess 2009. Teratosphaeria obscuris ingår i släktet Teratosphaeria och familjen Teratosphaeriaceae.   Inga underarter finns listade i Catalogue of Life.